# Куккуяновский сельсовет
Куккуяновский сельсовет — муниципальное образование в Дюртюлинском районе Башкортостана.

## История
Согласно «Закону о границах, статусе и административных центрах муниципальных образований в Республике Башкортостан» имеет статус сельского поселения.

## Население
| 2002  | 2009  | 2010  | 2012  | 2013  | 2014  | 2015  |
| ----- | ----- | ----- | ----- | ----- | ----- | ----- |
| 1563  | ↗1698 | ↘1586 | ↘1549 | ↘1506 | ↘1466 | ↘1407 |
| 2016  | 2017  |       |       |       |       |       |
| ↘1369 | ↘1324 |       |       |       |       |       |

## Состав сельского поселения
| № | Населённый пункт | Тип населённого пункта       | Население |
| - | ---------------- | ---------------------------- | --------- |
| 1 | Куккуяново       | село, административный центр | ↘708      |
| 2 | Ивачево          | село                         | ↘541      |
| 3 | Урман-Асты       | деревня                      | ↘279      |
| 4 | Маньязыбаш       | деревня                      | ↘30       |
| 5 | Новый Урал       | деревня                      | ↘28       |